# Phuphena fusipennis
Phuphena fusipennis är en fjärilsart som beskrevs av Walker 1858. Phuphena fusipennis ingår i släktet Phuphena och familjen nattflyn. Inga underarter finns listade i Catalogue of Life.